# Новоеланка
Новоеланка — упразднённая деревня в Кыштовском районе Новосибирской области. Входила в состав Крутихинского сельсовета. Упразднена в 2010 г.

## География
Площадь деревни — 29 гектаров.

## Население
| 2002 | 2007 |
| ---- | ---- |
| 36   | ↘0   |

## Инфраструктура
В деревне по данным на 2007 год отсутствует социальная инфраструктура.